# Октафторциклобутан
Октафторциклобута́н (перфторциклобутан, циклооктафторбутан, фреон C318, хладон C318) — фторорганическое соединение состава C4F8. Бесцветный, нетоксичный газ. Применяется как хладагент в холодильных системах или как рабочий газ при плазмохимическом травлении кварца.

## Получение
- Электрохимическое фторирование тетрафторциклобутана.
- Циклодимеризация тетрафторэтилена.
- Пиролиз и разгонка полифторсодержащих органических веществ.

## Химические свойства
При 700—725 °C в графитовой трубке пиролизуется до перфторизобутилена и гексафторпропена. При разбавлении аргоном и высокой температуре (830—990 °C) образуется в основном тетрафторэтилен.
При высокой температуре (340—360 °C) реагирует со фтором с образованием декафторбутана и продуктов расщепления углеродной цепи.